# 6524 Baalke
6524 Baalke este un asteroid din centura principală de asteroizi.

## Descriere
6524 Baalke este un asteroid din centura principală de asteroizi. A fost descoperit pe 9 ianuarie 1992 la Observatorul Palomar de Eleanor Francis Helin. Asteroidul prezintă o orbită caracterizată de o semiaxă mare de 2,35 ua, o excentricitate de 0,09 și o înclinație de 22,2° în raport cu ecliptica.